# Mary Jane Richardson Jones
Mary Jane Richardson Jones (1819 – 26 de dezembro de 1909) foi uma abolicionista, filantropa e sufragista norte-americana.
Nascida no Tennessee, filha de pais negros livres, Jones e sua família se mudaram para Illinois durante a adolescência. Junto com seu marido, John Jones, ela foi uma importante figura afro-americana no início da história de Chicago. A casa dos Jones era uma parada na Underground Railroad e um centro de atividades abolicionistas na era pré-Guerra Civil, ajudando centenas de fugitivos que fugiam da escravidão.
Após a morte de seu marido em 1879, Jones continuou a apoiar os direitos civis e o avanço dos afro-americanos em Chicago, e tornou-se sufragista. Jones foi ativa no movimento de clubes femininos e orientou uma nova geração de líderes negros mais jovens, como Fannie Barrier Williams e Ida B. Wells. A historiadora Wanda A. Hendricks a descreveu como uma rica "matriarca aristocrática, presidindo a elite negra [da cidade] por duas décadas".

## Primeiros anos
Mary Jane Richardson nasceu em 1819 em Memphis, Tennessee. Richardson era de uma família negra livre, filha de Elijah e Diza Richardson. Seu pai era ferreiro e sua mãe dona de casa. Richardson foi uma das filhas do meio, em uma família composta por nove filhos, nascidos entre 1810 e 1845. Em seu livro de 1945, They Seek A City, Arna Bontemps e Jack Conroy descreveram Richardson como uma mulher de pele clara "cuja beleza real se tornou uma lenda nos anos posteriores".
Na década de 1830, Richardson mudou-se com a família para Alton, no condado de Madison, Illinois. Quando adolescente, ela testemunhou os tumultos em Alton em torno do assassinato de Elijah Parish Lovejoy, um jornalista antiescravista. O funeral de Lovejoy passou pela casa do pai de Richardson, evento do qual ela se lembrou "vivamente" anos depois.

### Casamento e mudança para Chicago

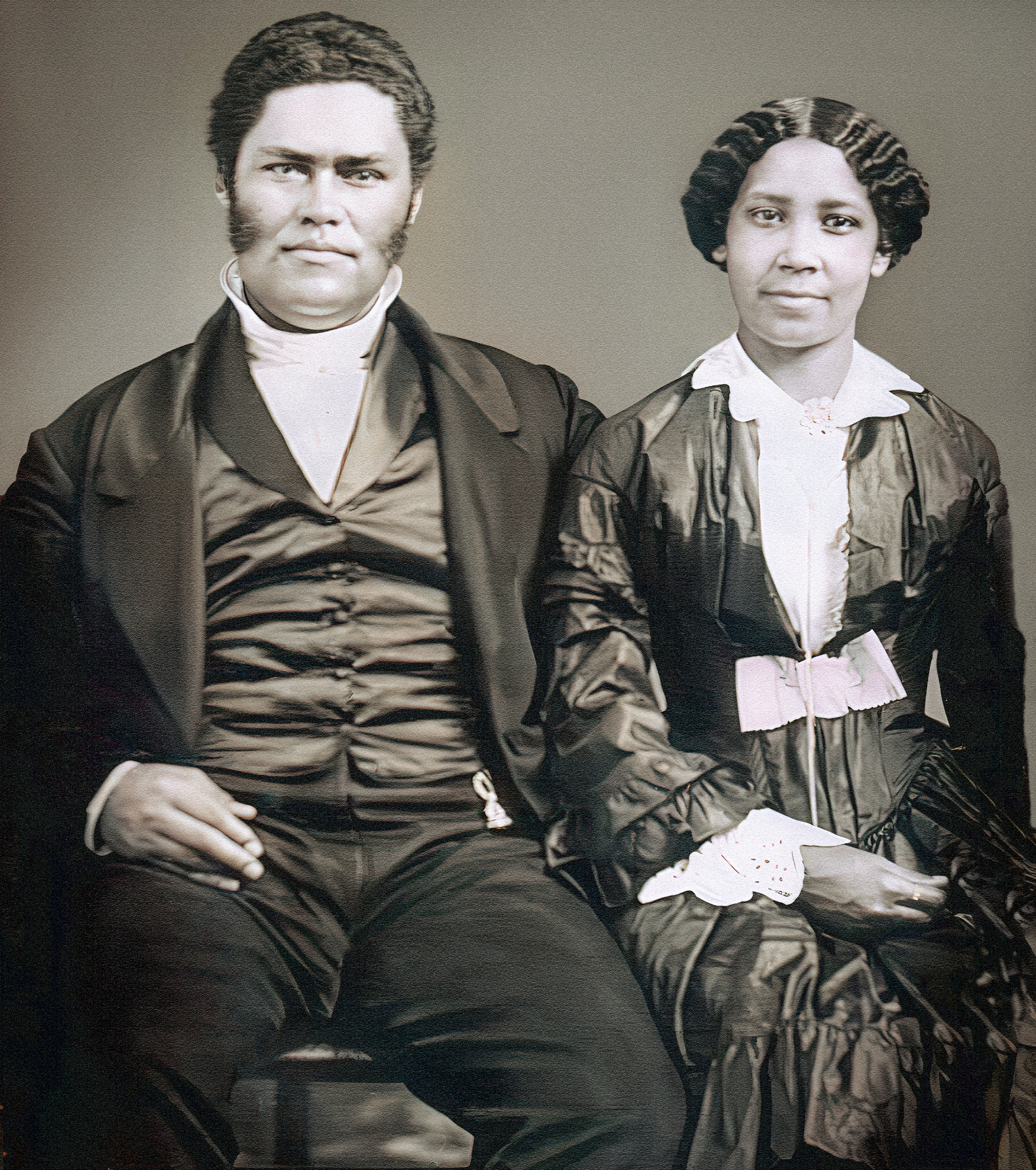
Mary Jane Richardson Jones com seu marido John logo após o casamento

Em 1841, Richardson casou-se com John Jones, assumindo seu sobrenome. Ele era um homem negro livre, originário da Carolina do Norte. Jones a conheceu no Tennessee e ele se mudou para Alton para cortejá-la. A filha deles, Lavinia, nasceu em 1843.  O casal, sempre consciente de que sua condição de livre poderia ser questionada, obteve novas cópias dos documentos dos libertos perante um tribunal de Alton em 28 de novembro de 1844. A jovem família mudou-se para Chicago em março de 1845, oito anos após a incorporação da cidade. Abolicionistas convictos, foram atraídos pelo grande movimento antiescravista de Chicago. Na viagem, eles foram suspeitos de serem escravos fugitivos e foram detidos, mas foram libertados a pedido do cocheiro da diligência.
O casal chegou à cidade com apenas US$ 3,50 em seu nome, penhorando um relógio para pagar o aluguel e a compra de dois fogões. Um dono da mercearia negra, OG Hanson, deu aos Joneses US$ 2 em crédito. O negócio de alfaiataria de John Jones teve sucesso e, em 1850, eles conseguiram comprar sua própria casa. Embora ambos fossem analfabetos quando chegaram à cidade, eles rapidamente aprenderam sozinhos a ler e escrever, vendo isso como a chave para o empoderamento - John escreveu que "a leitura torna o homem livre".

## Vida pré-guerra em Chicago

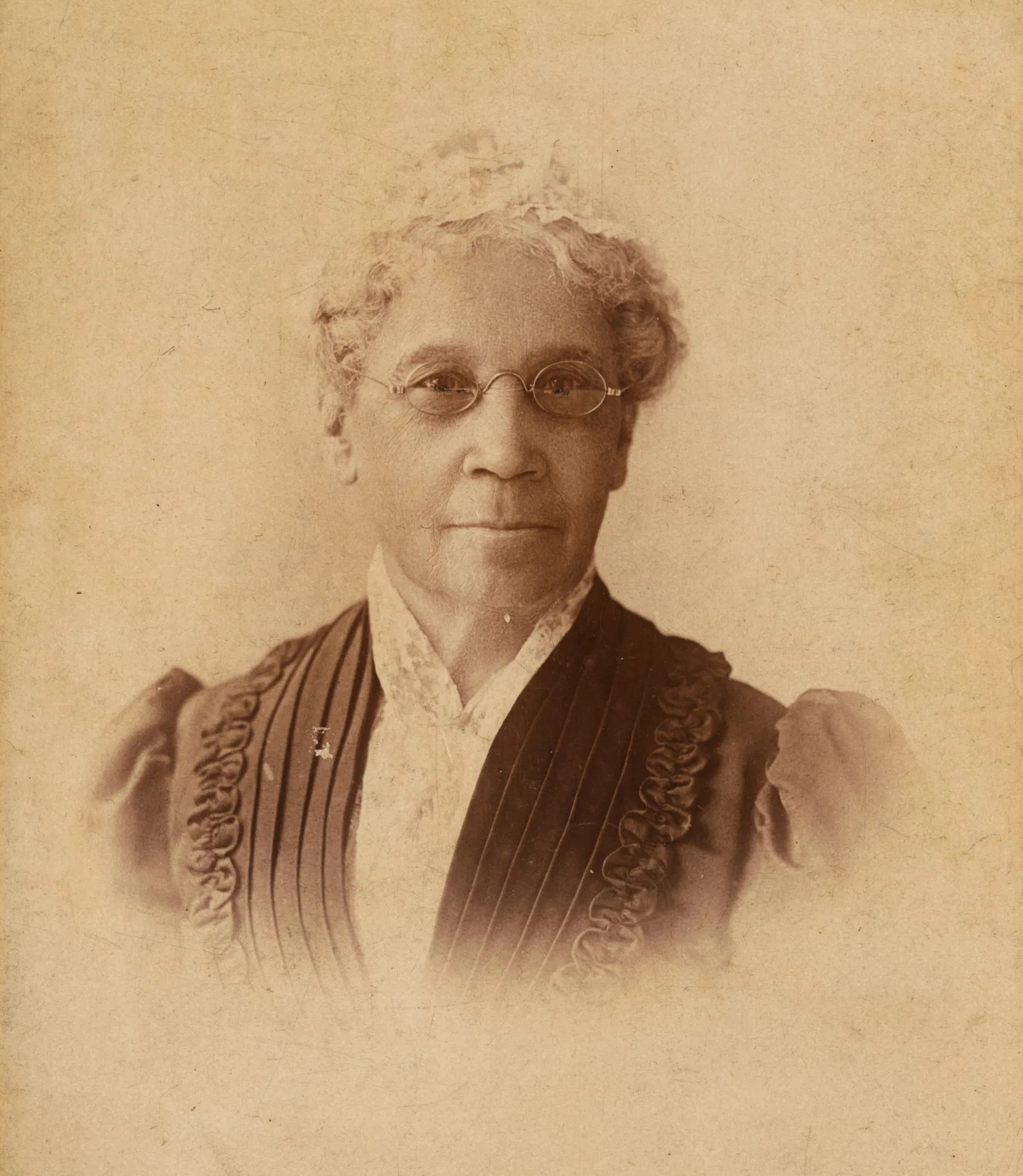
Fotografia de gabinete de Jones tirada em 1883

Os Jones tornaram-se membros de uma pequena comunidade de afro-americanos em Chicago, composta por 140 pessoas no momento de sua chegada. Junto com outras três mulheres, Jones tornou-se líder da Igreja Metodista Episcopal Africana com sede na Capela Quinn, e transformou-a em uma parada bem movimentada na Underground Railroad. Os Jones se juntaram ao Liberty Party e fizeram da casa de sua família a segunda parada de Chicago na Underground Railroad.
Enquanto o negócio de alfaiataria de John prosperava, Jones administrava sua casa como um centro de ativismo negro, organizando a resistência aos Códigos Negros e outras leis restritivas, como a Lei do Escravo Fugitivo. Seus amigos incluíam abolicionistas proeminentes como Frederick Douglass, que os apresentou a John Brown. Brown e seus associados, descritos por Jones como "os homens de aparência mais rude que já vi", permaneceram com os Jones em seu caminho para o leste, para o ataque a Harpers Ferry. Jones forneceu roupas novas para os radicais, incluindo, como ela lembrou em um relato feito anos depois, a vestimenta com que Brown foi enforcado seis meses depois. Os Jones não eram militantes, apesar de suas opiniões antiescravistas, e não apoiavam o plano de Brown para um violento levante de escravos.
Juntamente com o marido, Jones ajudou centenas de escravos que fugiam para o norte, para o Canadá, numa época em que tais ações eram ilegais, montando guarda na porta durante reuniões de abolicionistas. Escrevendo em 1905, sua filha Lavinia Jones Lee lembrou-se de sua mãe carregando pessoalmente fugitivos em trens para o norte, na estação Galena e Chicago Union Railroad, na Sherman Street, enquanto caçadores de escravos assistiam, mantidos afastados por uma inquieta multidão antiescravista. Jones acompanhou aqueles que ela ajudou, escrevendo cartas para muitos ex-fugitivos e formando uma rede de ajuda centrada nela e em John.
Em 1861, os Jones ajudaram a fundar a Igreja Batista das Oliveiras, que continha a primeira biblioteca aberta aos negros de Chicago. Jones, junto com outras três mulheres, estabeleceu um grupo de ajuda chamado Workers for the King através da igreja em 1871.  Durante a Guerra Civil em 1861, Jones recrutou para as Tropas Coloridas dos Estados Unidos. Junto com colegas ativistas como Sattira Douglas, ela liderou a fundação da Chicago Colored Ladies Freeman's Aid Society, que alocou ajuda direta a ex-escravos, além de fornecer um fórum para ação política.

## Mais tarde na vida – ativismo contínuo

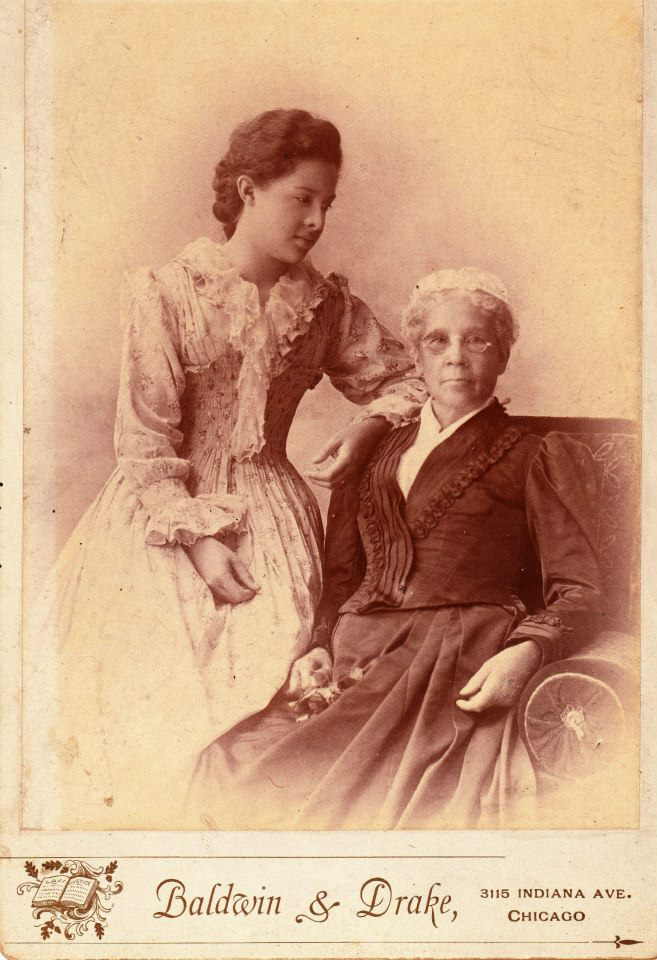
Jones com sua neta, Theodora Lee Purnell, em 1883

Jones, descrita pelo historiador Richard Junger como uma mulher de fortes "convicções e habilidades", continuou a defender a integração e os direitos civis após o fim da guerra. Em 1867, Theodore Tilton, um jornalista nova-iorquino, planejou uma visita à Ópera de Crosby, em Chicago, para dar uma palestra. Jones escreveu para avisá-lo de que o público deveria ser segregado. Chateado com esta divulgação, Tilton pressionou com sucesso a Opera House para integrar seus assentos para sua palestra e apresentou ingressos a Jones, lendo para o público a carta que ela havia escrito para ele.
Em 1871, John foi eleito Comissário do Condado de Cook, o primeiro afro-americano a ser eleito para um cargo público em Illinois. No mesmo ano, o Grande Incêndio de Chicago destruiu a casa da família Jones e a alfaiataria de quatro andares de John, avaliadas juntas em US$ 85 mil. A família conseguiu reconstruir, construindo uma nova casa perto da Avenida Pradaria. O negócio de alfaiataria de John também foi reiniciado em um novo local; ele continuou a trabalhar até se aposentar em 1873.

### Viuvez
Após a morte de John devido à doença de Bright em 27 de maio de 1879,  Jones tornou-se rico de forma independente. O patrimônio de seu marido foi avaliado em mais de US$ 70 mil; ele tinha sido um dos homens mais ricos da cidade. O negócio de alfaiataria de John foi assumido por Lloyd Garrison Wheeler, um amigo da família.
Mudando-se para a 29th Street, a nova casa imponente de Jones refletia seu "status econômico e proeminência social" na cidade, segundo o historiador Christopher Robert Reed; ele acrescenta que ela foi considerada o centro da sociedade negra em Chicago até a década de 1890. Richard Junger escreveu que Jones foi considerado a mais proeminente da comunidade afro-americana da "velha guarda" que chegou à cidade antes do Grande Incêndio de 1871. A historiadora Wanda A. Hendricks a descreveu como uma rica "matriarca aristocrática, presidindo a elite negra [da cidade] por duas décadas".

### Apoio a ativistas mais jovens
Jones dedicou sua fortuna à filantropia e ao ativismo. Ela contribuiu significativamente para Hull House e Phillis Wheatley Club em Chicago. Seu apoio financeiro permitiu a fundação do Wheatley Home for Girls, que apoiava migrantes recém-chegados de áreas rurais, em 1908.
Jones não se tornou sufragista rapidamente, argumentando que mulheres afro-americanas proeminentes, como Edmonia Lewis, não haviam pressionado pelo sufrágio e dizendo que "sua ideia de sufrágio feminino" era que "uma mulher deveria fazer tudo o que pudesse". Assim que decidiu apoiar a causa do voto feminino, Jones recebeu Susan B. Anthony, Carrie Chapman Catt e outras pessoas em sua casa para reuniões.
Jones também apoiou jovens negros de Chicago, como Daniel Hale Williams. Ela forneceu alojamento a Hale Williams em sua casa e financiou sua educação médica em troca de ajuda nas tarefas domésticas.  Quando ele estabeleceu sua própria prática médica, Jones foi uma de suas primeiras pacientes. Mais tarde, em 1891, quando ele fundou o Provident Hospital como uma instituição não segregada, ela fez uma contribuição filantrópica substancial.

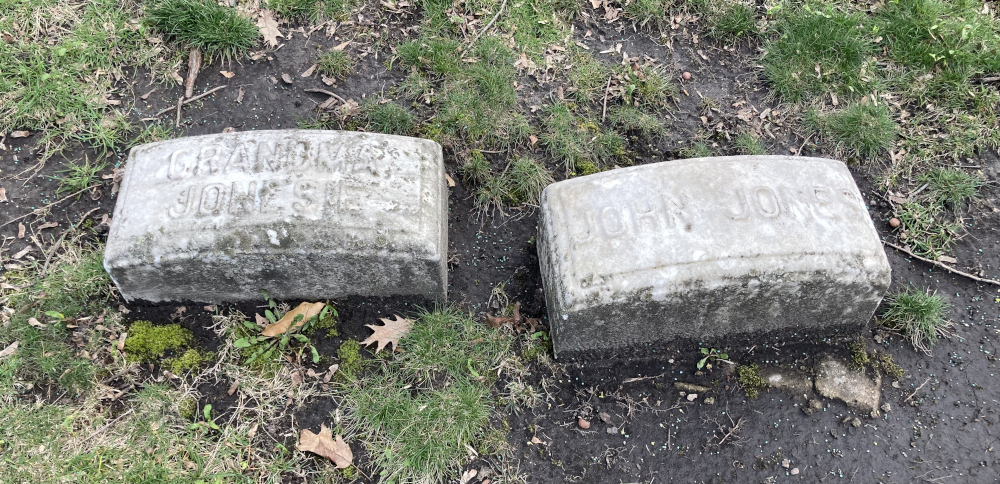
Jones e seu marido estão enterrados lado a lado no cemitério de Graceland

Enfatizando a melhoria moral e social, Jones disse a um repórter do Chicago Tribune que escreveu uma história de 1888 sobre "Mulheres Negras Cultuadas" que "queremos mais justiça para as mulheres e mais virtude entre os homens". Ativa no movimento de clubes femininos, Jones foi a primeira presidente do novo clube de Ida B. Wells em 1894, dedicando-se ao recrutamento de membros e conferindo prestígio ao clube. Junto com Fannie Barrier Williams, Jones dirigiu a seção feminina do Prudence Crandall Literary Club, um fórum proeminente para o ativismo negro e o feminismo em Chicago. Ela orientou uma nova geração de líderes entre mulheres negras, incluindo Barrier Williams, Wells e Elizabeth Lindsay Davis.
Jones morreu em 26 de dezembro de 1909, segundo Junger. Quando ela morreu, o The Chicago Defender relatou que, "amada e admirada por todos", Jones havia "alcançado a idade madura de 89 anos com plena posse de todas as suas faculdades". Ela está enterrada ao lado de seu marido no Cemitério Graceland de Chicago, sob uma lápide onde se lê "Vovó Jonesie".

## Reconhecimento
Em 2004, a cidade de Chicago designou o local da Casa John e Mary Jones como um marco de Chicago. Além disso, um parque de Chicago foi nomeado em homenagem a Mary Jones em 2005.